# Plotinos

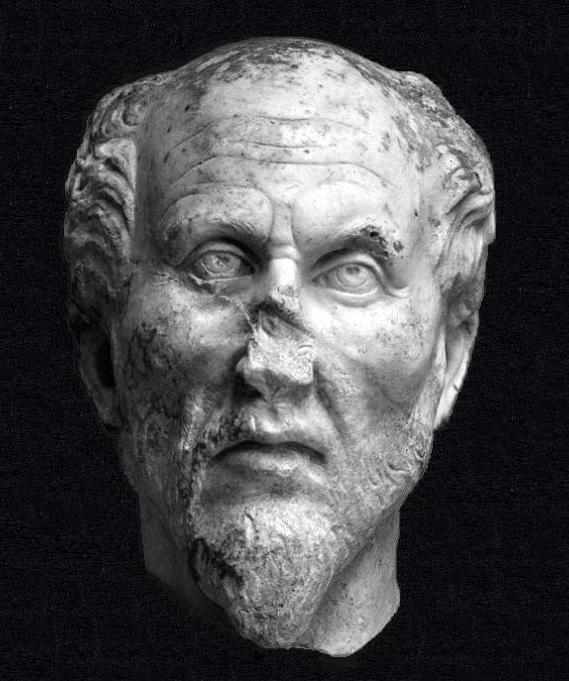
Plotinos.

Plotinos (grekiska: Πλωτῖνος), född omkring 204 i Egypten, död 270 i Kampanien, var en senantik filosof som anses vara nyplatonismens mest framträdande gestalt. Han fick därmed ett avgörande inflytande över medeltidens religiösa tankevärld och skolastiken.
Plotinos har kallats världshistoriens störste metafysiker. I motsats till sin föregångare Platon, framlägger inte Plotinos en samhälls- eller statslära, annan än att människan bör ställa sig över den materiella världen. Hans tankar kom även att inspirera tänkare inom bland annat kristen, judisk och islamisk filosofi samt mysticism.

## Biografi
Var Plotinos föddes är okänt, men visst är att han kom från Egypten, och att han studerade i Alexandria, där han undervisades av Ammonios Sakkas, som grundade nyplatonismen. Möjligen var han född i Lykopolis. Porfyrios, som var hans lärjunge och levnadstecknare, skriver att Plotinos verkade så skamsen över att vara bunden vid kroppen, att han varken berättade om sin födelseplats, sin härkomst, eller födelsedag. När skulptörer och målare ville avbilda honom visade han en påfallande blyghet och otålighet. Sin egen födelsedag firade han aldrig, men när Platon eller Sokrates födelsedagar firades, ställde han till med gästabud.
I hellenismens Alexandria florerade idéer från Orienten och Grekland; i synnerhet fornkristen, judisk, persisk och mesopotamisk filosofi var på modet, och blandades med den inhemska kulturen. Plotinos var professor i filosofi i Alexandria, berättar Porfyrios, men hade börjat misströsta, när han fick en rekommendation att åhöra en föreläsning av Ammonios. Detta, har Plotinos berättat för Porfyrios, var en avgörande vändpunkt i hans liv, och han följde sin nyfunne mästare i elva år. Bland Ammonios andra trogna lärjungar fanns Origenes och Erennius. De hade samtliga avgivit en ed att aldrig sprida dennes lära vidare.
När Plotinos var 38 år tog han värvning i armén, och följde Gordianus III på dennes misslyckade fälttåg till Persien; vid mordet på kejsaren flydde han 244 via Antiochia till Rom, den trakt där han skulle stanna livet ut. Till en början höll han sitt löfte till Ammonios, men då de andra bröt detta, kände han sig manad att göra detsamma, först genom att föreläsa om läran, och sedan genom att teckna ner den. I tio år föreläste han ur minnet. Han fick flera lärjungar i Rom, av vilka Porfyrios blivit den mest inflytelserike, då han samlade Plotinos skrifter i sex band, med titeln Enneaderna. Författarfrågan är därmed komplicerad, eftersom det är svårt att avgöra huruvida Porfyrios lagt till egna tolkningar eller idéer, och likaså att avgöra i hur hög grad Plotinos återgett Ammonios lära. Det förekommer att såväl Ammonios som Porfyrios ses som verkets medarbetare, i likhet med hur man ser förhållandet mellan Sokrates och Platon, men att verket huvudsakligen bär omisskännliga spår av Plotinos torde ingen kunna ifrågasätta.
Plotinos bildade en skola i Rom, och han var så inflytelserik att kejsar Gallienus planerade att låta honom uppbygga den förfallna staden Campania med namnet Platonopolis, men projektet havererade. Bland hans många lärjungar fanns män från olika nationer och samhällsklasser. En av dem var senator Rogatianus som blev så djupt berörd att han lämnade allt han ägde och sin karriär – Plotinos berömde honom mycket för detta. Longinos i Grekland blev också influerad, genom att han var bekant med Porfyrios. Det fanns även kvinnor som blev nyplatoniker, som Gemina, som han bodde hos under en tid, samt hennes dotter med samma namn. Flera av hans lärjungar var förmögna, och testamenterade såväl sina rikedomar som vården av sina barn till Plotinos, så hans hem var fullt av unga människor. Han tog själv hand om deras utbildning.
Hans död var något dramatisk. Han hade väntat besök som var försenat, och när gästen kom, låg Plotinos på en bädd, och sade: ”Jag har väntat dig en lång stund. Nu är jag begiven att lämna tillbaka det gudomliga i mig, till det Gudomliga i Alltet.” En orm kröp då från hans bädd, och plötsligt var han död.

## Lära
Enneaderna, av grekiska för nio, eftersom det var nio skrifter, är det verk i sex band som finns bevarat av Plotinos. I dessa framkommer att Plotinos endast ansåg sig beskriva och förklara Platons filosofi, men detta verk har blivit den nya filosofiska strömningen nyplatonismens allra viktigaste.
Plotinos lära är ingen oförmedlad nyskapelse av platonismen utan sista länken i en pågående utveckling; hans företrädare brukar kallas medelplatoniker. Vad Plotinos tar fasta på hos Platon är dennes metafysik och idéläran, men utvecklar dessa. I grunden finns en världsuppfattning som bygger på en åtskillnad mellan den andliga världen (mundus intelligibilis) och den materiella världen. Endast den andliga världen är verklig, i Plotinos filosofi.

### Trefaldsläran
Medan idévärlden och sinnevärlden enligt Platon utgör två skilda områden, räknar Plotinos med en trefaldig hierarki av verklighet. Denna redogör han för i femte enneaden. Hierarkin, eller de tre primala hypostaserna, sträcker sig från Gud, kallad det Ena eller Enda (To Proton), via Nous, världsförnuftet, ner till Själen. I själen finns fenomenen och under dem materien; dessa är inte verklighet, utan ett icke-vara. Materien har ingen form av sig själv och ingen kvalitet, utan är ett absorberande intet, som blir vara genom Själen och kan antaga alla former. Själen är både världssjälen och samlandet av alla enskilda själar. När själen är kropp glöms förbindelsen med Gud, vilket är fallet med djur, och är vad som skiljer dem från människor.
Den materiella världen är inte den verkliga världen, enligt Plotinos och Platon, eftersom den i sin individualitet kräver en sammanhållande enhet för att bilda en värld. Denna enhet är det Enda, som är Gud. Det Enda kan emellertid inte tillskrivas någon vilja eller förnuft, och heller inte beskrivas med ord, eftersom begrepp avgränsar ett objekt, och Gud är oändlig. Det Enda är både aktivitet och passivitet, det absoluta varat och ett icke-vara, eftersom det är allt, och högre än kunskapen. Från det Enda emanerar oupphörligen förnuftets princip (Nous), och från denna Själen som blir kropp i den materiella världen genom att det Endas fullkomlighet flödar över, likt en sol sprider sitt ljus utan att förminskas. Nous motsvarar Platons idévärld, som denne satte högst – däri skiljer sig Plotinos från Platon, och menar att den högsta principen måste vara högre än att den kan tänkas. När människan föds har en själ emanerat ur Själen, och knutits till en kropp. För varje nivå av hypostaserna ökar mångfalden och därmed ofullkomligheten, enligt Plotinos.

### Ondskan
Materien kan ingalunda sägas vara ond – Plotinos vände sig med skärpa mot gnostikerna – men den är enbart en avspegling av ett styckverk av det fullkomliga, eftersom materien står så långt bort som det går från det Enda, samt är mörk icke-vara. Det kan dock beskrivas som frånvaro av det goda, när och om det goda har depriverats därifrån. Det onda kan bibringas två aspekter. För det första kan ondskan överkommas genom att själen söker sig till Gud genom kontemplation, och undviker att låta sig absorberas i för hög grad av materien och vad som hör den materiella världen till. För det andra finns ett logiskt problem. Om ondskan beskrivs som någonting som är, är dess bestämning ju positiv, och det måste därför beskrivas med en negation – det är i likhet med Predikarens budskap, ett Icke. Som sann antik filosof, menar han dock att naturen kan uppskattas för dess skönhets skull.
Därigenom existerar synden i Plotinos filosofi; människan kan bli för bunden vid det materiella och glömma Gud. Detta resonemang hindrar inte att Plotinos anser att även bestämningen av Gud bäst låter sig göras, i dess nödvändiga ofullkomlighet, genom negationer, om än alla sådana försök är förgängliga.

### Extasen
Människan bör därför söka sig från den jordiska existensen till sitt himmelska ursprung som hon kan erfara i en mystisk extatisk förening, som dygden är en förutsättning för, och genom kärleken, som kan uppkomma i den perfekt ordnade naturen, samt genom den enskildes förnuft. Plotinos beskriver detta som en kontemplation genom vilken människan kan förenas med det Endas kraft. Att uppleva detta innebär att människan förenklas, menar Plotinos, och ett uppgivande av sitt eget själv; detta är både en vila och en längtan.

### Andra teorier
Det är emellertid felaktigt att reducera Plotinos filosofi eller nyplatonismen till denna ontologiska trefaldslära. Enneaderna innehåller en komplett teori, med utvecklande resonemang om estetik, psykologi, epistemologi, naturvetenskap och etik, men trefaldsläran är urprincipen som det andra grundas på. I likhet med antikens tidigare filosofer, upphöjer Plotinos ordningens princip som det sköna, rätta och goda. Hur denna ordning manifesteras kan vara olika. Och i antikens efterföljd har förnuftet en för människan och den materiella världen överordnad ställning.

## Plotinos betydelse
Det är vanligt att peka på samband mellan Plotinos trefaldslära och den kristna doktrinen om treenigheten. Det är dock osannolikt att Plotinos själv var kristen, men genom Augustinus och Dionysios Areopagita har delar av trefaldsläran troligen införlivats med, eller påverkat, förståelsen av treenighetens begrepp. Även den starka dualismen mellan ande och materia, är en idégrund där Plotinos synes ha föregripit framför allt Augustinus. Å andra sidan är det teoretiskt möjligt att dessa idéer kan ha kommit till Alexandria från kristendomen.
Plotinos beskrivning av extasen finner likaledes en motsvarighet i den mystiska kristendomen, och förståelsen i vissa mystiska kristna läror av frälsningen som en känsla förr än genom tron allena. Till skillnad från Augustinus senare, var dock Plotinos av den uppfattningen att människan själv kunde uppnå extasen; för Augustinus krävdes en aktiv Gud för detta. Olikheterna dem emellan beror främst på deras oförenliga Gudsbegrepp.
Genom en omskrivning av Enneaderna, populärt och felaktigt kallad ”Aristoteles teologi”, fick Plotinos inflytande på den tongivande islamiske filosofen Avicenna, och därmed den shiitiska läran. Avicenna tog till sig emanationsläran och Gud som den första principen, men hade svårt att försvara sig mot att Gud inte var den aktive skaparen. Enligt islamisk lära, utgörs emellertid de olika trossystemen av olika symboliska framställningar, varför den i arabvärlden modifierade nyplatonismens svårighet att kombineras med islam, inte var alltför kritisk. Persern Mohammad Ghazali (d. 1111) förkastade dock Avicennas teologi.
Med sitt förslag att beskriva Gud i negationer, kom han att påverka Nicolaus Cusanus, som menade att Gud endast kan nås via negationis, på negativ väg.
Han fick under den tidiga renässansen en förnyad aktualitet, genom att Marsilio Ficino översatte honom till latin. Därigenom kom han att studeras i akademien i Florens, vilken i sig fick en världsomspännande betydelse för vetenskapen, och han anförs ofta som influens till Edmund Husserl, Gottfried Wilhelm von Leibniz, Carl Gustaf Jung, och Jacques Derrida.
I skönlitteraturen har han likaså varit en återkommande inspirationskälla, inte minst under romantiken och i Sverige, för bland andra Stagnelius. Under senare tid har C.S. Lewis och andra kristna fantasyförfattare spunnit vidare på nyplatonismen.
Asteroiden 6616 Plotinos är uppkallad efter honom.